# Watchdog-timer

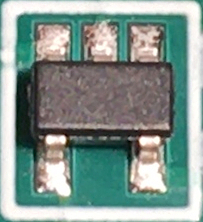
Een IC met een watchdog-timer van Texas Instruments

Een watchdog-timer (WDT), of gewoon watchdog (waakhond), is een hardware- of softwarematige  timer die ervoor zorgt dat een ingebed systeem correct blijft werken, zelfs als het systeem crasht. Als de software van het systeem vastloopt of onverwacht gedrag vertoont, kan de watchdog het systeem resetten om het weer in een stabiele toestand te brengen.
Een watchdog zorgt ervoor dat een systeem zich van een crash kan herstellen, zonder dat er menselijke tussenkomst nodig is. Dit is vooral belangrijk bij een ingebed systeem dat bij het vastlopen van de software in een gevaarlijke toestand kan blijven hangen. De oorzaak voor het vastlopen kan een softwarebug zijn, maar ook andere storingen zoals veroorzaakt door elektromagnetische interferentie, blikseminslag of statische elektriciteit.

## Werking
De watchdog-timer wordt geactiveerd kort nadat het systeem opstart en loopt na een bepaalde tijd af. Als de software van het systeem nu goed werkt, moet het periodiek de watchdog-timer herstarten. Dit wordt gedaan door een I/O-instructie of een speciaal commando genaamd watchdog-kick. Als de software vastloopt en niet meer reageert met een watchdog-kick, loopt de timer af en genereert een resetsignaal. Dit signaal zorgt ervoor dat het systeem herstart en terugkeert naar een stabiele toestand. 
De werking van een watchdog-kick lijkt op die van een dodemansknop die een machinist met tussenpozen moet indrukken om te voorkomen dat de trein automatisch stopt.

## Soorten watchdogs
Er zijn verschillende soorten watchdog-timers, afhankelijk van hun implementatie en functionaliteit.
Een hardwarematige watchdog-timer is meestal een externe hardware. Microcontrollers bevatten vaak een geïntegreede, on-chip watchdog-timer. Hardwarematige watchdog-timers werken onafhankelijk van de software en zijn daarom erg betrouwbaar als de software faalt.
In zijn eenvoudigste vorm is de watchdog-timer een monostabiele multivibrator die steeds opnieuw getriggerd moet worden en waarvan de aflooptijd wordt bepaald door een RC-kring. Geïntegreerde watchdog-timers werken meestal met een kloksignaal en een binaire teller, die steeds weer moet worden geladen met een bepaalde beginwaarde en, net als bij een kookwekker, terugtelt naar nul. Het aflopen van een watchdog-timer hoeft niet meteen een harde reset te veroorzaken, maar kan ook eerst leiden tot een interrupt. Na afloop kunnen ook andere besturingssystemen worden geactiveerd die beveiligingsbewerkingen uitvoeren of een systeem in hot-standby dat de taak van een defect systeem kan overnemen.
Een softwarematige watchdog-timer is een door software geïmplementeerde timer die alleen wordt gebruikt om bepaalde softwareproblemen op te lossen (bijvoorbeeld een deadlock).